# Contraspionage
Contraspionage is het zoeken naar, identificeren en tegengaan van spionageactiviteiten door buitenlandse inlichtingendiensten.
De meeste landen hebben specifieke organisaties die deze taak uitvoeren, in Nederland is het een taak van de AIVD en de Militaire Inlichtingen- en Veiligheidsdienst MIVD. De gebruikte methoden zijn observatie van personen die van spionage verdacht worden, afluisteren van (tele)communicatie, het werken met infiltranten en bijvoorbeeld het systematisch in de gaten houden van diplomaten (een beroep dat vaak dient als cover voor spionageactiviteiten). 
Activiteiten en successen van contraspionagediensten worden door overheden in de regel niet openbaar gemaakt. Een opvallende uitzondering hierop was de persconferentie van de Nederlandse minister van Defensie Ank Bijleveld en het hoofd van de Militaire Inlichtingen- en Veiligheidsdienst (MIVD) op 4 oktober 2018 over de aanhouding en uitzetting van vier bij naam genoemde GROe-medewerkers, die probeerden het wifinetwerk van de Organisatie voor het Verbod op Chemische Wapens (OPCW) in Den Haag te hacken.
Wanneer spionageactiviteiten worden ontdekt is het mogelijk dat de spion wordt aangehouden, maar het kan vaak effectiever en interessanter zijn om hem goed onder controle te houden en zo meer te weten te komen over wat hij weet, met wie hij spreekt, voor wie hij werkt, welke informatie hij zoekt en welke technieken en tactieken hij gebruikt. Ook kan men trachten de spion valse informatie in handen te spelen. Vooral tijdens de Koude Oorlog werden tussen de westerse wereld en de toenmalige Sovjet-Unie veel spionage en contraspionageactiviteiten ontplooid.
Spionage en contraspionageactiviteiten komen niet alleen voor tussen landen maar ook in de industrie en tussen criminele groeperingen.

## Bekende contraspionagediensten
- MI5 - Verenigd Koninkrijk
- Federal Bureau of Investigation (FBI) - Verenigde Staten
- Milli Istihbarat Teskilati (MIT) - Turkije
- Australian Security Intelligence Organisation (ASIO) - Australië
- Canadian Security Intelligence Service (CSIS) - Canada
- Direction de la Surveillance du Territoire (DST) - Frankrijk
- FSB SGB - Russische Federatie
- Ministerium für Staatssicherheit (MfS of STASI) - voormalige Duitse Democratische Republiek (DDR)
- Bundesamt für Verfassungsschutz en Landesbehörden für Verfassungsschutz - Bondsrepubliek Duitsland